# Brazilija
Brazilija (serbisch-kyrillisch Бразилија) ist ein Wohnplatz mit etwa 1300 Einwohnern in der Opština Beočin im Okrug Južna Bačka, Vojvodina, Serbien. Die Mjesna zajednica (kommunale Selbstverwaltungsgemeinschaft) wurde 1982 erstmals ausgewiesen. Verwaltungstechnisch ist sie auf die beiden Katastergemeinden Beočin und Čerević aufgeteilt, weswegen für sie keine eigene Einwohnerzahl ausgewiesen wird.
Brazilija liegt etwa zwei Kilometer west-nord-westlich des Stadtgebiets von Beočin, an der Richtung Kroatien führenden Magistrale 119. Knapp einen halben Kilometer nördlich verläuft die Donau.

## Belege
1. 1 2  Obrad Nikolić: Месна заједница „Бразилија". Abgerufen am 4. Juni 2021 (serbisch).